# زیردریایی کلاس-ام
زیردریایی کلاس-ام ممکن است به یکی از موارد زیر اشاره داشته باشد:
- زیردریایی کلاس-ام (اتحاد جماهیر شوروی)
- زیردریایی کلاس-ام (بریتانیا)